# Netzebene (Stromversorgung)
Die Netzebenen stellen die Elemente des Netzes der elektrischen Energieversorgung dar, gegliedert nach Höhe der Nennspannung darin.
Im Rahmen der Netztarifierung wurden das deutsche, österreichische und schweizerische Stromversorgungsnetz in sieben Ebenen gegliedert. Die Netznutzungsentgelte werden in Abhängigkeit von der Netzebene festgelegt, aus welcher der Strom entnommen wird. Die Unterscheidung erfolgt grundsätzlich über die Spannungsebene. Die Entnahme aus einer der Umspannebenen bedeutet, dass der Netzkunde mit einer ihm gehörenden Leitung an der unterspannungsseitigen Sammelschiene des Transformators angeschlossen ist, ohne dass der Strom über das allgemeine Netz fließt. 
In Deutschland, Österreich und der Schweiz sind sieben Netzebenen vorhanden:
- Ebene 1: Höchstspannungsnetz mit 380/220 kV, einschließlich 380-/220-kV-Umspannung
- Ebene 2: Umspannung zwischen Höchst- und Hochspannungsebene
- Ebene 3: Hochspannungsnetz mit 110 kV
- Ebene 4: Umspannung zwischen Hoch- und Mittelspannung
- Ebene 5: Mittelspannungsnetz bis üblicherweise 10 bis 35 kV
- Ebene 6: Umspannung zwischen Mittel- und Niederspannung
- Ebene 7: Niederspannungsnetz mit üblicherweise 400 V

In Deutschland sind die Netz- und Umspannebenen in der Stromnetzentgeltverordnung – StromNEV definiert. Netzebenen sind „die Bereiche von Elektrizitätsversorgungsnetzen, in welchen elektrische Energie in Höchst-, Hoch-, Mittel- oder Niederspannung übertragen oder verteilt wird“, Umspannebenen sind „die Bereiche von Elektrizitätsversorgungsnetzen, in welchen die Spannung elektrischer Energie von Höchst- zu Hochspannung, Hoch- zu Mittelspannung oder Mittel- zu Niederspannung geändert wird“.
Zum Übertragungsnetz zählen in Deutschland die Netzebene 1 (Höchstspannung), wohingegen in anderen Ländern auch die Hochspannung regulatorisch dem Übertragungsnetzbetreiber zugeordnet wird. Mittel- und Niederspannungsebene gehören zum Verteilnetz, wobei die Hochspannungsebene landesspezifisch entweder als Teil des Übertragungsnetzes gilt (Subtransmission) oder als regionales Verteilnetz größerer Verteilnetzbetreiber.   